# Russian Red
Russian Red, nome artístico de Lourdes Hernández (Madrid, 1985), é uma cantautora de música indie e folk espanhola.
I Love Your Glasses, editado em Março de 2008, foi o seu álbum de estreia, que despoletou concertos esgotados em algumas das mais prestigiadas salas do circuito alternativo da capital espanhola.
Em 2011, a cantora edita o segundo álbum de estúdio, Fuerteventura.

## Discografia
- 2008 - I Love Your Glasses
- 2010 - Fuerteventura
- 2014 - Agent Cooper